# Inkubace vejce

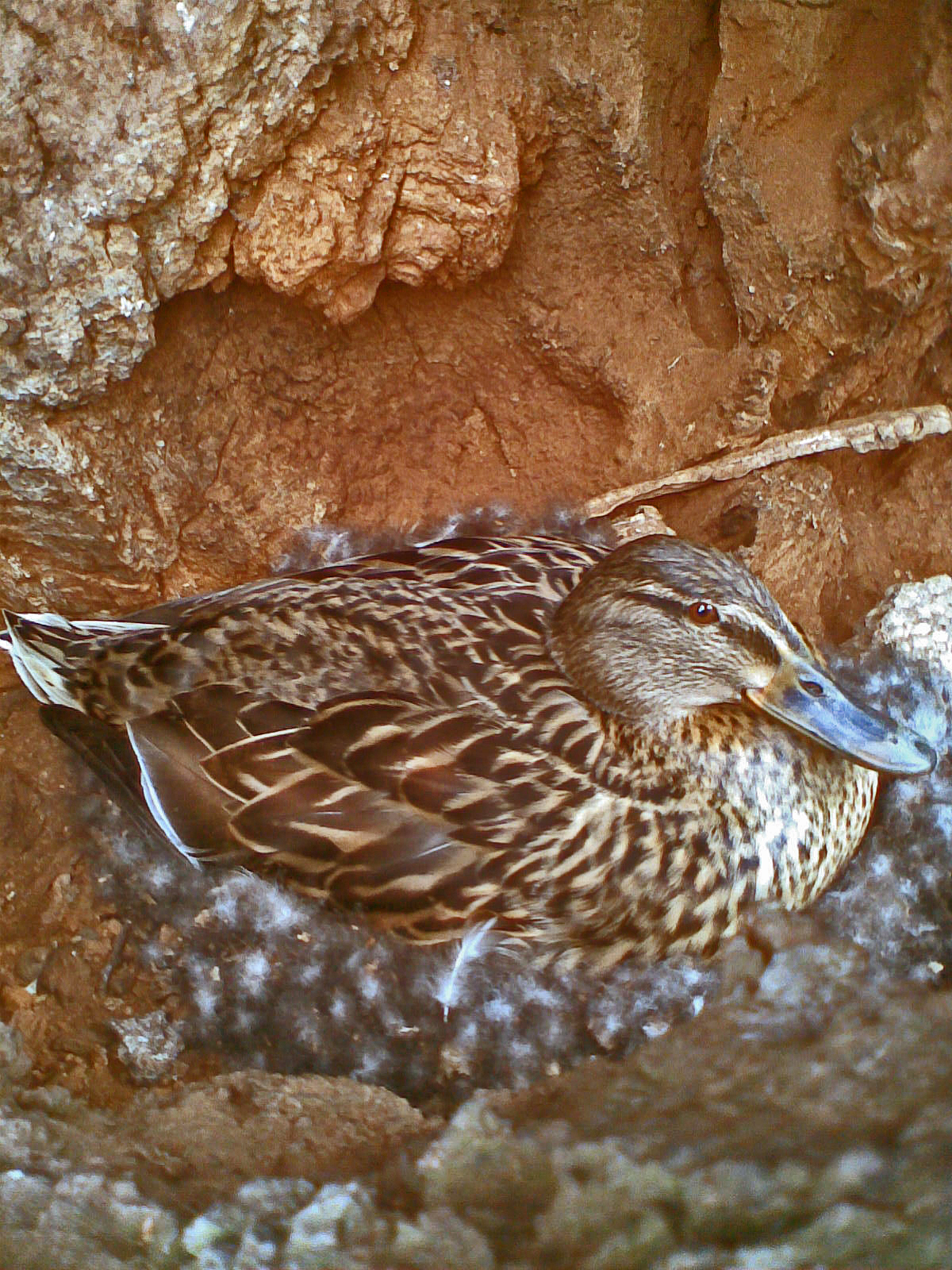
Kachna divoká při inkubaci vajec

Inkubace vejce je proces vývoje embrya uvnitř vejce. Dochází k němu u vejcorodých živočichů (plazů včetně ptáků, vejcorodých savců) i některých bezobratlých. Doba vývoje embrya během inkubace se označuje jako inkubační doba.

## Ptáci
U ptáků dochází k inkubaci vajec nejčastěji sezením na vejcích, aby byla zajištěna stálá teplota pro vývin embryí. K přenosu tepla pomáhá hnízdní nažina, čili neopeřená část na spodní straně těla, která zajišťuje efektivní přenos tepla. Nažina mívá natvrdlou kůži s vysokým počtem cév, čímž se zajišťuje zvýšený přísun tělesného tepla k vejcím. Ne všichni ptáci přitom sedí na vejcích – tabonovití inkubují nahromaděním tlejícího rostlinného materiálu na vejce, čímž vytváří teplo na principu kompostu. Pobřežník černobílý zase během inkubace částečně využívá slunečního tepla. Stepokur jihoafrický hnízdící v afrických pouštích naopak potřebuje svá vejce ochladit, pročež využívá stínu vlastního těla a křídel, kterými chrání vejce před přímým slunečním svitem.
Inkubační doba se různí podle druhu. U některých druhů, jako je kukačka černozobá, trvá pouze 10–11 dní, zatímco u albatrosa stěhovavého či kiviho hnědého trvá až kolem 80 dní. Inkubace u těchto ptáků je však přerušovaná (tzn. ptáci neinkubují po celou dobu). Snad nejdelší nepřerušovaná inkubace (kolem 65 dní) nastává u tučňáka císařského. Inkubace představuje pro řadu druhů energeticky náročný proces, např. albatros stěhovavý, který hnízdí v chladných podmínkách subantarktidy, ztrácí během inkubace kolem 85 g denně. Doba inkubace často přímo závisí na teplotě: u tabonovitých inkubace trvá 49–90 dní v závislosti na teplotě v jejich „kompostové hroudě“.
Na vejcích se mohou v různé míře střídat oba partneři, může inkubovat pouze samec (např. kasuárové) či pouze samice (např. kanár divoký). Během inkubace jsou ptáci obvykle tišší, pokud zrovna neodpovídají na kontaktní volání svého partnera. Někteří ptáci (vrubozobí) při opuštění hnízda svá vejce zakrývají vlastním prachovým peřím, aby tak udrželi vejce v teple.